# تایرا نو یاسویوری
تایرا نو یاسویوری (به ژاپنی: 平康頼); ۱ ژانویهٔ ۱۱۴۶ – ۱ ژانویهٔ ۱۲۲۰) یک سامورایی و فرماندار ولایت شینانو دوره هی‌آن و اوایل دوره کاماکورا و یکی از افراد نزدیک به امپراتور گو شیراکاوا اهل ژاپن بود. وی پس از حادثه شیشیگاتانی همراه با فوجیوارا نو ناریتسونه و شونکان راهب به جزیره کیکایجیما در کیوشو تبعید شد.